# Mark Severin
Pour les articles homonymes, voir Severin.
Mark F. Severin, né le 5 janvier 1906 à Ixelles, mort le 10 septembre 1987 à Uccle, Belgique est un illustrateur, graveur, calligraphe et peintre.

## Biographie
Fernand Séverin (Grand-Manil 1867 - 1931), père de Mark, était poète et académicien, puis sur la fin de sa vie peintre et dessinateur. Mark Severin épousa en 1935 Nina Holme, illustratrice de littérature enfantine.
Il fit des études artistiques en Grande-Bretagne où il obtint un des premiers diplômes de "registered designer". Il devint professeur de gravure au NHIS-KA et à l'Institut Plantin d'Anvers.
Mark Severin s'est spécialisé en miniatures, timbres-poste et illustrations de livres. Il a réalisé près de 500 ex-libris dont celui de la Baronne Charles-Emmanuel Janssen née Maya Boël; plusieurs d'entre eux étaient érotiques. Il fut actif dans la publicité en Angleterre, par exemple pour Imperial Airways. et le Métro de Londres,.  
Il fut membre de l'Académie royale de Belgique.

## Publications
- Making a Bookplate (How to do it series), Londres, The Studio Publications, 1949
- Your Wood Engraving, Londres, Sylvan Press, 1953
- avec Anthony Reid, Engraved Bookplates, European Exlibris 1950-70, Pinner, Private Libraries Association, 1972

### Illustrations de livres
- Thomas & The Sparrow de Ian Serraillier (en), illustrations de Mark Severin, Oxford University Press, 1946
- Woman in Detail de Patrick Miller, gravures de Severin, Londres, The Golden Cockerel Press, 1947
- The Homeric Hymn to Aphrodite, traduction de Frank Laurence Lucas (en), Cambridge, dix gravures de Mark Severin, Londres, Golden Cockerel Press, 1948
- Circe and Ulysses, traduction de William Browne, illustrations de Mark Severin, Londres, Golden Cockerel Press, 1954
- Aollonius of Tyre. Historia Apollonii Regis Tyri, traduction de Paul Turner, six gravures de Mark Severin, Londres, Golden Cockerel Press London, 1956
- Eve's Moods Unveiled de Jonathan Hanaghan, gravures de Mark Severin, Dublin, Runa Press, 1957
- Five Japanese Love Stories de Ihara Saikaku, illustrations de Mark Severin, Londres, Folio Society, 1958
- Stories de Karel van de Woestijne, illustrations de Mark Severin, Amsterdam, World Library Association, 1959
- Beowulf the Warrior, de Ian Serraillier, illustrations de Mark Severin, New York, Henry Z. Walck, Inc., 1961.